# Benjamin Lobo Vedel
Benjamin Lobo Vedel (* 23. September 1997 in Aalborg) ist ein dänischer Leichtathlet, der in den Sprintdisziplinen an den Start geht. Er ist Halter mehrerer nationaler Hallenrekorde.

## Sportliche Laufbahn
Benjamin Lobo Vedel startet seit 2012 in Wettkämpfen in den Sprintdistanzen. Im Februar wurde er in seinem ersten Wettkampf bei den Erwachsenen direkt Dänischer Hallenmeister im 400-Meter-Lauf. 2013 nahm er am Europäischen Olympischen Jugendfestival in Utrecht teil, bei dem er mit Bestzeit von 48,37 s die Silbermedaille gewinnen konnte. 2014 verbesserte er sich in Baku bei einem Qualifikationswettkampf für die Olympischen Jugendspiele in Nanjing auf 47,44 s und erfüllte damit die Norm, um im August in China an den Start zu gehen. Zuvor nahm er an den U20-Weltmeisterschaften in den USA teil. Dort kam er nicht über den Vorlauf hinaus und belegte schließlich den 35. Platz. Bevor er im August bei den Olympischen Jugendspielen an den Start ging, verbesserte er sich in der dänischen Heimat auf 47,06 s. In Nanjing gelang ihm dann auch der Einzug in das Finale, in dem er mit 47,29 s den fünften Platz belegte. Im Frühjahr 2015 trat Vedel bei den Halleneuropameisterschaften in Prag über 400 Meter an. In seinem Vorlauf belegte er dabei den letzten Platz, insgesamt landete er auf dem 26. Platz. Im Juni verbesserte er sich in Mannheim auf eine Zeit von 46,01 s und ging einen Monat später bei den U20-Europameisterschaften in Eskilstuna an den Start. Nach dem Einzug in das Finale, sicherte er sich mit 46,48 s die Goldmedaille.
2016 siegte Vedel sowohl in der Halle, als auch in der Freiluft, bei den Dänischen Meisterschaften jeweils über 400 Meter. Im Frühjahr 2017 gewann er seinen dritten dänischen Hallenmeistertitel und trat einen Monat später bei den Halleneuropameisterschaften in Belgrad an. Diesmal überstand er den Vorlauf und zog schließlich auch in das Finale ein, in dem er mit 46,33 s eine neue Hallenbestleistung aufstellte, mit der als Vierter die Medaillenränge knapp verpasste. Später im Sommer trat er bei den U23-Europameisterschaften im polnischen Bydgoszcz an. Im Halbfinale lief er eine Zeit von 45,85 s, die seitdem als seine persönliche Bestzeit zu Buche steht. Im Finale reichte er mit 46,08 s zum Gewinn der Bronzemedaille. 2018 verschlug es ihn in die Vereinigten Staaten, wo er ein Studium an der Florida State University aufnahm und in der Folge für deren Sportteam, den Florida Gators, antrat. Die Zeit in den USA blieb für ihn als wenig positiv in Erinnerung. Obwohl er sich, sowohl für die Europameisterschaften in Berlin, als auch für die Weltmeisterschaften in Doha qualifizierte, ließ man ihn nicht an den Wettkämpfen teilnehmen. Er fühlte sich in Florida wie ein Objekt behandelt und aufgrund des großen Pools an jungen Sportlern dem permanenten Druck ausgesetzt, ersetzt zu werden. Mitte des Jahres 2019 kehrte er schließlich nach Aarhus in die dänische Heimat zurück und fand seine Freude an dem Sport wieder. Im Juli trat er bei den U23-Europameisterschaften im schwedischen Gävle an. Zuvor gelang es ihm im Frühjahr nationale Hallenrekorde über 200 und 400 Meter aufzustellen. In Schweden gelang ihm der Einzug in das Halbfinale, in dem er als Neunter den Finaleinzug knapp verpasste. Sein größtes sportliches Ziel stellt die Teilnahme an Olympischen Sommerspielen dar.
2022 trat er im Frühjahr bei den Hallenweltmeisterschaften in Belgrad an. Nachdem er den Vorlauf überstand, erreichte er als Zweiter seines Halbfinallaufs den Einzug in das Finale. Darin lief er in 45,67 s einen neuen dänischen Hallenrekord und verpasste als Vierter nur knapp die Medaillenränge. Später im August trat er bei den Europameisterschaften in München an. Im Vorlauf egalisierte er mit neuer Bestzeit von 45,50 s den dänischen Nationalrekord. Anschließend konnte er im Halbfinale nicht an den Start gehen.

## Wichtige Wettbewerbe
| Jahr                 | Veranstaltung                           | Ort                  | Platz                | Disziplin            | Zeit                 |
| Startet für Dänemark | Startet für Dänemark                    | Startet für Dänemark | Startet für Dänemark | Startet für Dänemark | Startet für Dänemark |
| -------------------- | --------------------------------------- | -------------------- | -------------------- | -------------------- | -------------------- |
| 2013                 | Europäisches Olympisches Jugendfestival | Utrecht              | 2.                   | 400 m                | 48,37 s              |
| 2014                 | U20-Weltmeisterschaften                 | Eugene               | 35.                  | 400 m                | 48,13 s              |
| 2014                 | Olympische Jugendspiele                 | Nanjing              | 5.                   | 400 m                | 47,29 s              |
| 2015                 | Halleneuropameisterschaften             | Prag                 | 26.                  | 400 m                | 48,44 s              |
| 2015                 | U20-Europameisterschaften               | Eskilstuna           | 1.                   | 400 m                | 46,48 s              |
| 2017                 | Halleneuropameisterschaften             | Belgrad              | 4.                   | 400 m                | 46,33 s              |
| 2017                 | U23-Europameisterschaften               | Bydgoszcz            | 3.                   | 400 m                | 46,08 s              |
| 2019                 | U23-Europameisterschaften               | Gävle                | 9.                   | 400 m                | 47,17 s              |
| 2022                 | Hallenweltmeisterschaften               | Belgrad              | 4.                   | 400 m                | 45,67 s              |
| 2022                 | Europameisterschaften                   | München              |                      | 400 m                | DNS (Halbfinale)     |

## Persönliche Bestleistungen
Freiluft
- 200 m: 21,09 s, 23. März 2018, Tallahassee
- 400 m: 45,50 s, 15. August 2022, München, (dänischer Rekord)

Halle
- 200 m: 20,97 s, 22. Februar 2019, Fayetteville, (dänischer Rekord)
- 400 m: 45,67 s, 19. März 2022, Belgrad, (dänischer Rekord)
- 800 m: 1:49,08 min, 6. Februar 2021, Randers

## Sonstiges
Seit seiner Rückkehr aus den USA trainiert Vedel in Aarhus mit dem Nationaltrainer Dänemarks für die Sprint- und Hürdenlaufdisziplinen, Mikkel Larsen, als Mentor. An der örtlichen Universität nahm er ein Maschinenbaustudium auf.